# 費爾南多·薩瓦拉
費爾南多·馬丁·薩瓦拉·隆巴迪（西班牙語：Fernando Martín Zavala Lombardi；1971年2月16日—），是一名祕魯企業家與政治人物。
隆巴迪在2016年前曾出任南非米勒子公司巴庫斯和約翰斯頓啤酒的行政總裁；2016年7月28日，他出任祕魯總理。